# Jean-Jacques Beineix
Jean-Jacques Beineix (Parigi, 8 ottobre 1946 – Parigi, 13 gennaio 2022) è stato un regista e produttore cinematografico francese.

## Biografia
Iniziò la sua carriera come aiuto regista di Jean Becker, Claude Berri, René Clément e Claude Zidì.
Il suo film Betty Blue (1986) venne candidato all'Oscar per il miglior film straniero nel 1987 e al Premio César per il miglior film.
Nel 1984 fondò una propria compagnia di produzione cinematografica denominata Cargo Films.
Fu nel 1991 il regista di IP5 - L'isola dei pachidermi, l'ultimo film interpretato da Yves Montand, morto durante le riprese.
È morto nel 2022, all'età di 75 anni, a seguito di una leucemia.

## Filmografia parziale

### Regista

#### Lungometraggi
- Diva (1981)
- Lo specchio del desiderio (La Lune dans le caniveau) (1983)
- Betty Blue (37°2 le matin) (1986)
- Roselyne e i leoni (Roselyne et les lions) (1989)
- IP5 - L'isola dei pachidermi (IP5: L'île aux pachydermes) (1991)
- Mortel transfert (2001)

#### Cortometraggi
- Le chien de Monsieur Michel (1977)

#### Documentari
- Les enfants de roumanie (1992)
- Otaku: fils de l'empire du virtuel (1993)
- Place Clichy sans complexe (1994)
- Assigné à résidence (1997)
- Loft paradox (2002)
- On bosse ici ! On vit ici ! On reste ici ! (2010)
- Les gaulois au-delà du mythe (2012)